# المدرسة اليابانية

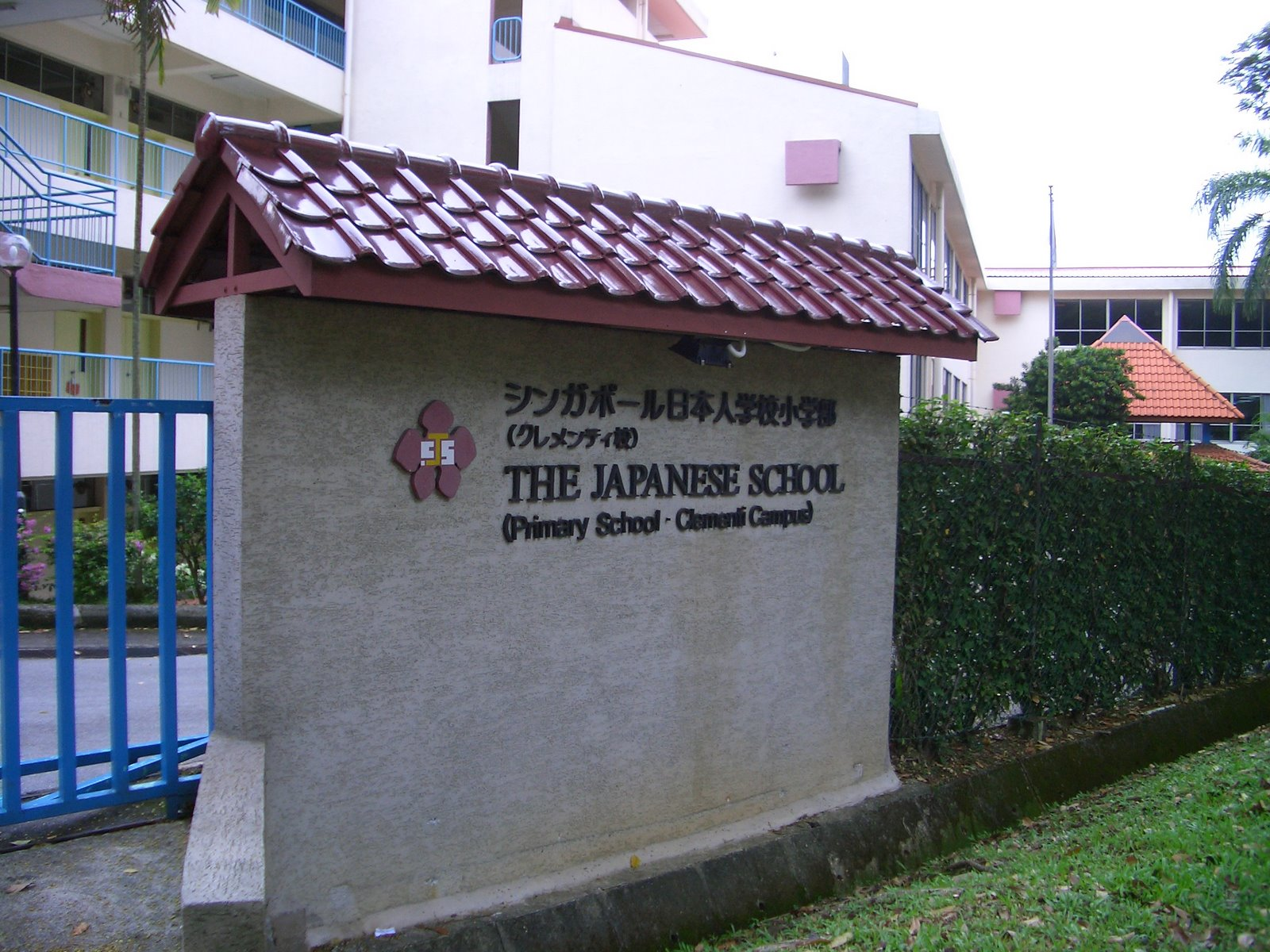
بوابة المدرسة اليابانية في سنغافورة باللغة اليابانية والإنجليزية.

المدرسة اليابانية (باليابانية: 日本人学校) وتنطق نيهوجين غاكو ، هي مصطلح تنطبق على تواجد الطلبة اليابانيين والجالية اليابانية خارج حدود الإمبراطورية اليابانية ، وتنتشر في عدة أماكن حول العالم ، ومن بينها الولايات المتحدة والصين الشعبية والشرق الأوسط وأوروبا وغيرها.